# Nucleus (band)
Nucleus was een Britse band, te plaatsen in een categorie als de progressieve rock of de jazzrock.
Nucleus komt voort uit de jazz, de originele bezetting van 1969 met initiatiefnemer Ian Carr op trompet, Karl Jenkins (keyboards en riet-blaasinstrumenten), John Marshall (drums), Jeff Clyne (bas), Brian Smith (saxofoon) en Bernie Holland op gitaar. Het waren jazzmusici die een andere wending zochten en in de richting van de rock gingen. Met de vervanging van Holland door rockgitarist Chris Spedding is de eerste stabiele samenstelling van Nucleus gevormd.
Het nieuwe geluid van Nucleus werd herkend, in 1970 brengen ze hun eerste album uit (Elastic Rock) en de BBC kiest Nucleus uit om het Verenigd Koninkrijk te vertegenwoordigen op het Montreux Jazz Festival. Ze winnen daar, met als gevolg ook een uitzending naar het Newport Jazz Festival. In 1970 worden nog twee albums uitgebracht en aan het eind van het jaar zijn ze een relatief bekende naam op het Europese vasteland en in Amerika, maar niet in Engeland zelf.
1971 was het “year after”, de groep ging door een dal, Chris Spedding en Jeff Clyne vertrokken, om vervangen te worden door Dave MacRae (elektrische piano) en Roy Babbington (bas). Ook John Marshall vertrok eind 1971, hij bleek moeilijk te vervangen, Martin Ditcham voldeed niet echt. Vervangers van Marshall werden Clive Thacker en Tony Levin.
In juni 1972 werd nog wel een album opgenomen (Belladonna, staat te boek als een Ian Carr soloalbum), maar het werd pas weer echt positief in 1973. Een beurs maakte het ze mogelijk om Labyrinth op te nemen en later in het jaar werd Roots opgenomen. In 1974 wordt opgetreden in Engeland, Nucleus omvat dan Geoff Castle (Jenkins is Marshall achterna gegaan naar Soft Machine) op keyboard en Roger Sellars op drums. Met name het werk van Labyrinth wordt opgevoerd. De tweede helft van de jaren zeventig blijft Nucleus optreden en maakt albums met een gemiddelde van één per jaar.
Dit gaat door in de jaren tachtig. Er zijn wel de nodige personeelswisselingen: Phil Todd op saxofoon, Paul Carmichael op bas en Mark Wood op gitaar, later Dill Katz op bas en John Marshall terug op drums. Nucleus gaat door tot ongeveer 1988. Het verschijnen van Old Heartland is ook het einde van Nucleus, Ian Carr gaat door met de Ian Carr Group (overigens nog steeds samen met Phil Todd) en in het United Jazz Rock Ensemble.
In 2005 is er een eenmalig reünie optreden van Nucleus met Ian Carr op trompet, Mark Wood op gitaar, Geoff Castle op keyboards, Rob Statham op bas, Nic France op drums en Phil Todd op saxofoons. Chris Bachelor is gast op trompet.

## Discografie
De meeste van de albums van Nucleus zijn vanaf midden jaren negentig opnieuw uitgegeven op cd, veelal met twee albums gebundeld als dubbel-cd.
|      |                                               |
| 1970 | Elastic Rock                                  |
| 1971 | We'll Talk About It Later                     |
| 1971 | Solar Plexus                                  |
| 1972 | Belladonna                                    |
| 1973 | Labyrinth                                     |
| 1973 | Roots                                         |
| 1974 | Under The Sun                                 |
| 1975 | Alleycat                                      |
| 1975 | The Snakehips Etcetera                        |
| 1976 | Direct Hits (verzamelalbum)                   |
| 1977 | In Flagrante Delicto                          |
| 1979 | Out of the Long Dark                          |
| 1980 | Awakening                                     |
| 1985 | Live at the Theaterhaus                       |
| 1988 | Old Heartland                                 |
| 2003 | The Pretty Redhead (opnames uit 1971 en 1982) |
| 2003 | Live In Bremen (opnames uit 1971)             |